# Bertha Straube
Bertha Straube, ogift Spanier, född 1839, död 1939, var en svensk översättare, skribent och litterär agent. Hennes syster Nathalia Spanier var också verksam som översättare, och de översatte många verk tillsammans, bland annat en bearbetning av Don Quijote samt Victor Hugos Les Misérables.

## Biografi
Straube var dotter till Carl Martin Spanier, föreståndare för ett språk- och handelsinstitut i Stockholm. Han var ursprungligen från Spanien, och tjänade under Karl XIV Johan som marskalk och följde med honom till Sverige. Carl Martin Spanier var också ett tag lärare åt kronprins Oscar I. Modern kan ha varit en same från Kvikkjokk, även om det är osäkert. Hon hette Elise Wahlström. Spanier och Wahlström fick två döttrar och två söner. Bertha Straubes syster Nathalia Spanier var också översättare.
Familjen hade goda kontakter i Stockholms kulturliv, bland annat med Edvard Stjernström, Rudolf Wall, August Sohlman och August Blanche. Bland annat korresponderade systrarna Spanier med Carl Fredrik Bergstedt, och från 1860-talet inledde de båda aktiva karriärer som författare och översättare av dramatik, i synnerhet för Stockholms teatrar. De kom tillsammans att översätta ett dussintal tryckta pjäser, och mer än ett tjugotal otryckta. Dessutom översatte de ett tiotal romaner. Utöver detta skrev och översatte de var för sig. Innan Bertha Straube hade hunnit fylla 20 gavs hennes första översättning ut, av en fransk enaktare. Pjäsen sattes upp på Stjernströms Mindre teatern. Omkring skiftet mellan 1850-talet och 1860-talet gavs systrarnas första gemensamma tryckta översättning ut. Det var en bearbetning av Miguel Cervantes Don Quijote af la Mancha, översattt från franska. De översatte i huvudsak längre skönlitterära verk, som historiska romaner. Verken var oftast av franska eller tyska författare. Ett exempel är Victor Hugos Les Misérables, som de översatte som Det mänskliga eländet.
1864 gifte sig Bertha Spanier med Emile Straube, bördig från Kassel. Han var bokhandelsbiträde på Albert Bonniers Bokhandel. 1869 flyttade de till Paris där de fick en son. Bertha Straube verkade som skribent, litterär agent och översättare i Paris. Hon skrev både för fransk- och svenskspråkiga tidningar, och översatte från franska till svenska. Hon ska bland annat ha känt Alphonse Daudet och Émile Zola. I Paris översatte Straube ett tjugotal pjäser för svensk teater. Pjäserna hon översatte var i huvudsak lättsam fransk dramatik. Hon verkade också som litterär agent, och köpte och sålde rättigheter till fransk litteratur för Sverige och Norge och svensk litteratur till Frankrike. Hon kallar sig själv i ett brev till Ludvig Josephson för "författarnes agent för Skandinavien".